# Mathurin Kameni
Mathurin Kameni (ur. 4 lutego 1978 w Duali) – kameruński piłkarz występujący na pozycji bramkarza w.

## Kariera piłkarska

### Klubowa
Mathurin Kameni jest wychowankiem zespołu Cotonsport Garoua. W meczach ligowych wystąpił 24-krotnie, jako zawodnik Cotonsportu. W 2005 roku reprezentował barwy Racingu Bafoussam. Grał w 18 spotkaniach na krajowym podwórku. Następnie został bramkarzem egipskiego zespołu Haras El-Hodood.

### Reprezentacyjna
Mathurin Kameni, w reprezentacji Kamerunu zadebiutował w 2004 roku. Został również powołany na Puchar Narodów Afryki 2004.

## Życie prywatne
Mathurin Kameni jest starszym bratem Carlosa – golkipera reprezentacji Kamerunu.